# Tegenaria regispyrrhi
Tegenaria regispyrrhi là một loài nhện trong họ Agelenidae.
Loài này thuộc chi Tegenaria. Tegenaria regispyrrhi được Paolo Marcello Brignoli miêu tả năm 1976.